# Literatura bizantyńska za panowania dynastii heraklijskiej

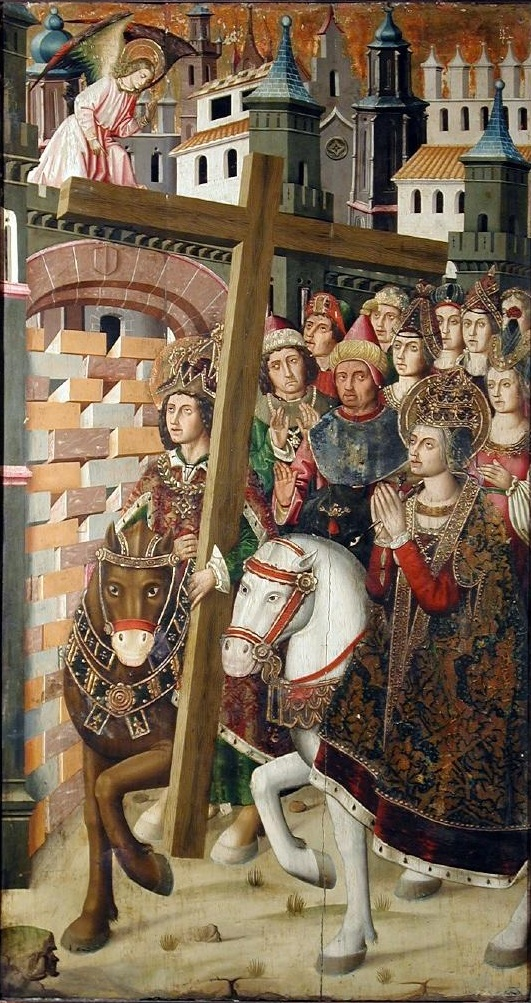
Cesarz Herakliusz, wspierany przez świętą Helenę, sprowadza Święty Krzyż do Jerozolimy

Literatura bizantyńska za panowania dynastii heraklijskiej – okres literatury bizantyńskiej rozpoczynający się wstąpieniem na tron cesarza Herakliusza w 610 roku, a zakończony przejęciem władzy przez dynastię izauryjską w 717 roku.
Lata panowania cesarza Herakliusza (610–641) zaowocowały twórczością kilku wybitnych autorów. Działał wówczas historyk Teofilakt Symokatta, autor Historii świata, dziejów Bizancjum w latach 582–602 oraz cieszących się dużą poczytnością Listów obyczajowych sielskich i miłosnych. Dziejom zmagań cesarza Herakliusza z Persami poświęcił swą twórczość Jerzy Pizydes, autor licznych poematów historycznych. Pizydes pisał też poematy filozoficzno-dogmatyczne i epigramaty. Najwybitniejszym teologiem tego okresu był Maksym Wyznawca. W swoich pismach Do Marisa, O duszy i w Listach zwalczał monofizytyzm i monoteletyzm. Pozostawił po sobie również pisma egzegetyczne, liturgiczne i ascetyczne. Wybitnym teologiem tego okresu był też patriarcha Jerozolimy Sofroniusz, obrońca ortodoksji, poeta i hagiograf. Najwybitniejszym hagiografem I połowy VII wieku był biskup Leoncjusz z Neapolis, autor pisanych dla ludu żywotów świętych mnichów. Za panowania Herakliusza działał też w Konstantynopolu wybitny filolog Jerzy Chojrobosk i medycy: Paweł z Eginy, Teofil Protospatar i Stefan z Aten. Z tego okresu pochodzą też dwie kroniki: Kronika świata Jana Antiochijczyka oraz Kronika Wielkanocna.
Najwybitniejszym twórcą drugiej połowy VII wieku był poeta Andrzej z Krety, biskup, twórca wielu kanonów, w tym słynnego Wielkiego kanonu. W drugiej połowie stulecia żył i tworzył również Anastazy Synaita, wybitny teolog, świadek ostatniej fazy sporu ortodoksji z monoteletyzmem. Jan Nikiu napisał zaginioną Kronikę świata, a Trajan Patrycjusz Zwięzłą kronikę. Na początku następnego stulecia działał w Konstantynopolu filolog Horapollon i jego uczeń Tymoteusz z Gazy.

## Schyłek świetności
Panowanie cesarza Herakliusza (610–641) przyniosło walki o dominację pomiędzy Cesarstwem Bizantyńskim a Persją, zakończone zwycięstwem Bizancjum oraz podbój arabski Persji i znacznych obszarów Cesarstwa. Na lata te przypada schyłek świetności literatury bizantyńskiej, wspaniale rozwijającej się w poprzednim okresie. W I połowie VII wieku działał niemający przez długi czas następców historyk bizantyński Teofilakt Symokatta. Symokatta, z wykształcenia filozof, retor i prawnik, przez lata wysoki urzędnik na dworze cesarskim. Opracował on w swojej Historii świata, stanowiącej kontynuację dzieła Menandra Protektora, okres panowania cesarza Maurycjusza (582–602). Dzieło Symokatty, napisane językiem literackim, stylem retoryczno-poetyckim, bogate w alegorie, dialogi, wyszukane słownictwo, cieszyło się w Bizancjum wielkim powodzeniem wśród czytelników. Symokatta w młodości próbował sił w paradoksografiii, pisząc O różnych dziwach przyrodniczych i ich wyjaśnianiu. Był też autorem zbioru Listów obyczajowych, sielskich i miłosnych, w których różnorodną treść od tematyki historycznej przez bajkę i anegdotę po problemy moralne i filozoficzne włożył w usta postaci historycznych z różnych epok. Również to dzieło stanowiło ulubioną lekturę Bizantyńczyków. Z I połowy VII wieku pochodzą też dwie, napisane w języku ludowym kroniki: Kronika świata Jana Antiochijczyka, powstała w latach 610–631 i nieco późniejsza Kronika Wielkanocna stanowiące ważne źródło do czasów panowania cesarza Herakliusza.

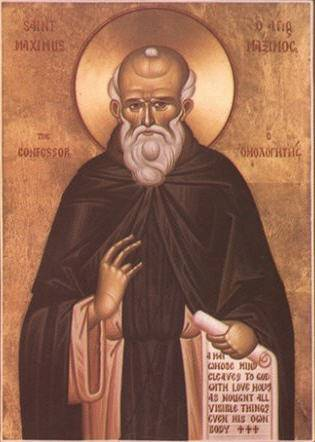
Maksym Wyznawca

Z cesarzem i patriarchą Konstantynopola Sergiuszem związany był najwybitniejszy ówczesny poeta Jerzy Pizydes, uczestnik wypraw Herakliusza, diakon i chartofylaks świątyni Hagia Sophia. Pizydes jest autorem poematów historycznych: O wyprawie cesarza Herakliusza na Persów, O oblężeniu dokonanym przez barbarzyńców i ich klęsce, dotyczącym dramatycznego oblężenia Konstantynopola przez Awarów, Persów i Słowian oraz Herakliady opisującej ostateczne zwycięstwo cesarza nad perskim Chosroesem pod Niniwą w 627 roku. Napisał też kilka mniejszych utworów historycznych: Odzyskanie na Persach Świętego Krzyża przez cesarza Herakliusza, O zwycięstwie Herakliusza nad Fokasem. Oprócz historycznych Pizydyjczyk pisał też poematy filozoficzno-dogmatyczne. Największy z nich to liczące 1894 wersy Sześć dni stworzenia świata. Pizydes był też autorem licznych epigramatów. Jego utwory, pisane obrazowym językiem literackim, cieszyły się wielką popularnością wśród Bizantyńczyków. W tym okresie tworzył również poeta Sofroniusz, patriarcha Jerozolimy w latach 634–638. Sofroniusz jest autorem 32 zachowanych Hymnów zwanych też Odami, napisanych w formie anakreontyków, a poświęconych epizodom z życia Jezusa. Hymny-anakreontyki pisał też Maksym Margunios.
Sofroniusz był nie tylko poetą, ale i teologiem. Zwołał synod do Jerozolimy, po czym skierował obszerny list synodalny przeciw monoteletom do papieża Sergiusza. Zachowało się jego 9 homilii na różne tematy. Był też autorem szczegółowego Żywota świętych Cyrusa i Jana, dwóch największych świętych egipskich, Żywota św. Jana Jałmużnika i Biografii św. Marii Egipcjanki, dawnej jawnogrzesznicy z Aleksandrii. Hagiografię uprawiał także biskup Leoncjusz z Neapolis na Cyprze (590–668). Leoncjusz zerwał z pisaniem w języku literackim, chcąc dotrzeć ze swymi żywotami świętych do ludu. Opracował w języku ludowym Żywot św. Jana Jałmużnika, a także Żywot Szymona Salosa (Szalonego) z Edessy i Żywot św. Spirydiona z Trimitus. Leoncjusz jest ponadto autorem licznych homilii i Dialogu przeciw Żydom w 5 księgach. Z tego czasu zachował się też szereg drobniejszych utworów hagiograficznych różnych autorów: Żywot św. Szymona Słupnika autorstwa Arkadiusza, biskupa Konstancji na Cyprze; Żywot Jerzego pustelnika palestyńskiego, pióra mnicha Antoniusza; Żywot Teodora Sykeoty, napisany przez Grzegorza; Żywot Teofana Wyznawcy pióra mnicha Nicefora oraz Zbiór cudów św. Demetriusza wydany przez arcybiskupa Tesaloniki Jana. Najwybitniejszym teologiem VII stulecia był Maksym Wyznawca (580–662), początkowo urzędnik cesarski, potem mnich zwalczający popierany przez cesarza monoteletyzm. Zakończył życie na wygnaniu w Lazyce, gdzie z rozkazu cesarza obcięto mu rękę i język. W pismach Do Marisa, O duszy i w Listach zwalczał monofizytyzm i monoteletyzm. Pozostawił też po sobie 5 rozpraw egzegetycznych i Kateny – antologie komentarzy Ojców Kościoła do Pisma Świętego. Wysoką wartość posiadają pisma ascetyczne Maksyma: Rozdziały o miłości, Dialog o ascezie, Rozdziały o wiedzy. Maksym pozostawił po sobie również około 500 listów o tematyce filozoficznej, teologicznej i historycznej, 5 dialogów o Trójcy Świętej i komentarze do Dionizego Pseudo-Areopagity i Grzegorza z Nazjanzu.
Za panowania Herakliusza działał w Konstantynopolu Jerzy Chojrobosk, profesor wyższej szkoły ekumenicznej w Konstantynopolu i chartofylaks. Spisane przez studentów wykłady Chojroboska objaśniają zasady odmiany rzeczowników i czasowników greckich. Zachował się w formie notatek z wykładów traktat O prozodii, fragmenty pracy o podręczniku Gramatyki Dionizjusza Traka, wykłady o wersyfikacji greckiej, spisany przez studentów Komentarza Podręcznika Hefajstiona, interpretacja Onomatikon Herodiana. W okresie tym działali również wybitni medycy kontynuujący osiągnięcia swoich poprzedników z VI stulecia. Paweł z Eginy opracował, idąc za wzorem Aecjusza z Amidy, podręcznik medyczny w 6 księgach. Teofil Protospatar napisał O budowie człowieka, a jego uczeń Stefan z Aten Komentarz do Prognostyku Hipokratesa i Komentarz do terapeutyki Galena.

## Twórczość lat późniejszych

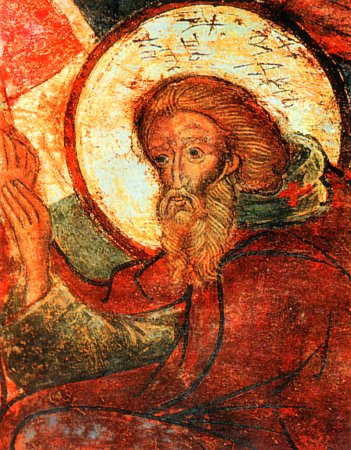
Andrzej z Krety

Najwybitniejszym twórcą bizantyńskim drugiej połowy VII i początków VIII wieku był Andrzej z Krety (ok. 660–740), uczestnik VI soboru powszechnego, po 692 roku biskup Krety. Andrzej jest autorem 50 homilii, zasłynął jednak przede wszystkim jako poeta, twórca kanonów – pieśni chóralnych, które zastąpiły w liturgii wcześniejsze kontakia. Kanon w formie nadanej mu przez Andrzeja składał się z 9 części zwanych odami. Każda oda liczyła trzy i więcej strof. Andrzej zespolił dawne kontakia w jedną pieśń, zachowując nawet ich zamkniętą treść. Najsławniejszą pieśnią Andrzeja z Krety jest Wielki kanon, złożony z 250 strof, śpiewany raz w roku w piątym tygodniu Wielkiego Postu w całości. Do mniejszych utworów Andrzeja należą kanony: Na poczęcie Anny, Na narodziny Matki Bożej,  O Łazarzu, Na Półpięćdzieśiątnicę.
Pod koniec VII wieku kolejną Kronikę świata napisał Jan, monofizycki biskup Nikiu. Tekst ten jest cenny szczególnie ze względu na zawarty w nim opis zdobycia Egiptu przez Arabów w 642 roku. Na przełomie VII i VIII wieku działał Trajan Patrycjusz, autor zaginionej Zwięzłej kroniki, z której korzystał szereg późniejszych kronikarzy. Pod koniec stulecia tworzył też drugi, po Maksymie Wyznawcy, wybitny teolog bizantyński VII stulecia Anastazy Synaita (640–700). Anastazy, mnich synajski napisał Przewodnik przeciw monofizytom, O człowieku stworzonym na obraz Boga przeciw monoteletom oraz pisma w obronie ortodoksji przeciw nestorianom i Żydom (zaginione). Jego twórczość stanowi ważne źródło wiadomości o ostatnim etapie walk religijnych ortodoksji z monoteletyzmem. Anastazy napisał też traktat egzegetyczny Stworzenie świata w ciągu sześciu dni w 11 księgach. Zachowały się także homilie Synaity. Za panowania cesarza Teodozjusza III (715–717) działał w Aleksandrii i Konstantynopolu filolog Horapollon z egipskiego Fainebytis, autor objaśnień do poematów Homera, tragedii Sofoklesa i liryki Alkajosa. Jego uczeń Tymoteusz z Gazy zostawił po sobie pracę o składni greckiej Wzorce powszechne.